# Ligne de tramway de Maubeuge Place de la Grisoëlle à la gare de Maubeuge
La ligne de Maubeuge Place de la Grisoëlle à la gare de Maubeuge est une ancienne ligne du tramway de Maubeuge.

## Histoire
La ligne est mise en service entre la place de la Grisoëlle (actuelle place Vauban) à Maubeuge et la gare le 1er septembre 1903. Comme les autres lignes du réseau de Maubeuge, elle est construite à l'écartement métrique (1 000 mm) et est d'emblée électrifiée.
Le 1er février 1905, les lignes de Ferrière-la-Grande et celle de Louvroil sont limitées de la place de la Grisoëlle à la place de Wattignies (porte de France), seule reste exploitée sur cette section la ligne de la gare qui voit son service renforcé tout d'abord au dix minutes pour après la construction d'un évitement place Jean Mabuse être porté à six minutes de fréquence.